# Wiktor Thommée
Wiktor Thommee (Święciany, 30 dicembre 1891 – Varsavia, primavera 1940) è stato un generale polacco, già distintosi come ufficiale nel corso della guerra russo-giapponese. nella prima guerra mondiale, nella guerra polacco-ucraina e poi nella guerra sovietico-polacca.  Nel 1939 fu nominato comandante del Gruppo operativo indipendente "Piotrków" che diresse in guerra dal 1 al 7 settembre, dell'Armata "Łódź" (7-13 settembre) e dell'Armata "Modlin" (13-29 settembre). Insignito tre volte dell'Ordine Virtuti militari.

## Biografia

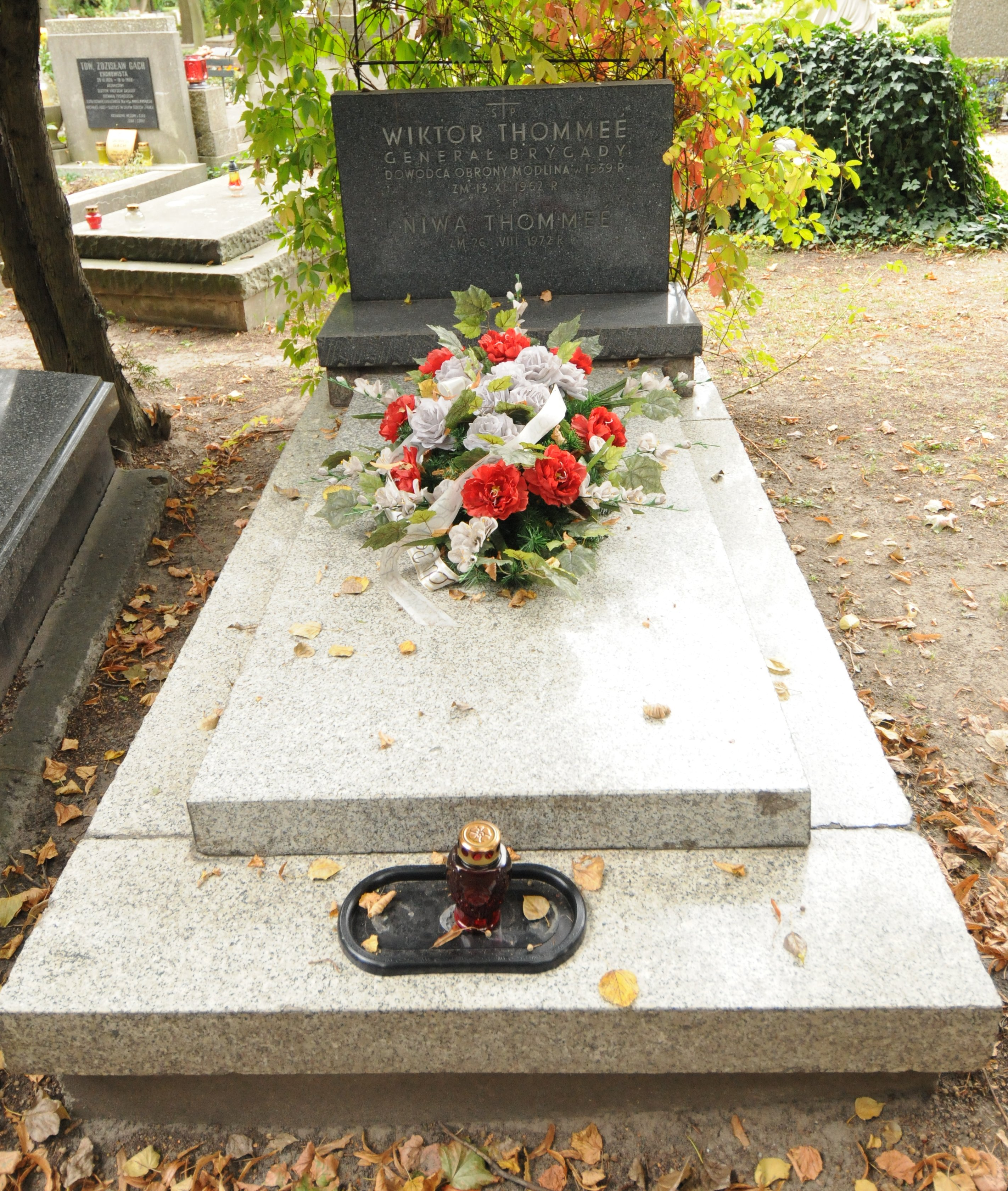
La tomba del generale Wiktor Thommée nel cimitero militare Powązki a Varsavia.

Nacque il 30 dicembre 1881 a Święciany, Impero russo, figlio di Edward e Józefa Egert, all'interno di una famiglia polacca di lontana provenienza francese. Dopo essersi diplomato presso le scuole commerciali di Lida e Dyneburg, nel 1901 si iscrisse a una scuola ufficiali di San Pietroburgo. Nel 1904 si diplomò e ottenne il grado di sottotenente, venendo poi assegnato al 124° Reggimento fanteria di stanza a Voronež. Con questa unità prese parte alla guerra russo-giapponese del 1904-1905.  Ferito due volte, fu ricoverato a lungo in vari ospedali, dopodiché fu congedato dal servizio attivo per la convalescenza e frequentò all'istituto commerciale di Charkiv completando cinque semestri. Negli anni 1912-1914 fu studente presso l'Accademia militare dello stato maggiore generale di San Pietroburgo. Dal 17 luglio 1914 comandò prima la 9ª Compagnia e poi un battaglione del 276° Reggimento Kupiański della 69ª Divisione fanteria. Nel 1916 fu promosso al grado di tenente colonnello e poi nominato aiutante maggiore dello stato maggiore del XXXXVIII Corpo d'armata sul fronte rumeno. Durante i combattimenti venne ferito cinque volte. Lasciò l'esercito imperiale russo dopo lo scoppio della Rivoluzione di febbraio del 1917 e fu coinvolto nella formazione delle truppe polacche nella Russia meridionale .
Dal 25 settembre 1918 fu ufficiale operativo a Kuban' e dal 9 novembre divenne capo di stato maggiore ad interim dell'esercito polacco nell'est. Successivamente prestò servizio come quartiermastro, primo ufficiale di stato maggiore e capo di stato maggiore ad interim della 4ª Divisione fucilieri polacca comandata dal generale Lucjan Żeligowski, formalmente parte dell'Armata blu polacca alleata di Francia, Gran Bretagna, Stati Uniti d'America e Impero russo.
Ritornato in patria con la 4ª Divisione, essa fu trasformata nella 10ª Divisione fanteria, e dal giugno 1919 fu capo di stato maggiore di questa divisione. Combatté contro gli ucraini e dopo lo scoppio della guerra polacco-sovietica dal 22 agosto 1919 si distinse, tra gli altri, nelle battaglie vicino a Radzymin, e poi ricoprì i seguenti incarichi: capo del 3° Dipartimento di stato maggiore (Intelligence offensiva "B"), controllando la rete di spionaggio nella parte europea della Russia, del fronte nord-occidentale, del fronte masoviano e della 1ª Armata sotto il generale Franciszek Latinik. Il 17 giugno 1920 assunse il comando del 28° Reggimento fucilieri "Kaniowski" e poi della XIX e della XX Brigata di fanteria. Il 10 agosto 1921 divenne capo di stato maggiore del distretto generale di Brest-Litovsk..  Per il suo servizio durante il conflitto, nel 1922 fu promosso al grado di colonnello con anzianità dal 1° giugno 1919. Il 20 ottobre 1922 divenne il primo ufficiale dello stato maggiore del III Ispettorato dell'Esercito a Toruń. Nel 1923 completò un corso informativo per comandanti anziani presso l'Accademia di guerra di Varsavia e nel 1924 presso il Centro di studi militari superiori. Il 31 marzo 1924 fu promosso generale di brigata. Il 15 agosto 1924 gli fu affidato il comando della 15ª Divisione fanteria a Bydgoszcz.  Durante la sua permanenza a Bydgoszcz, il generale ottenne una notevole popolarità tra il pubblico, nonostante il suo approccio prepotente nei confronti di alcuni dei suoi subordinati, come il comandante della locale Scuola sottufficiali, tenente colonnello Franciszek Polniaszek, il comandante del 6° Reggimento ulani, tenente colonnello Tadeusz Byliński, e i tentativi di influenzare i contenuti apparsi sui media locali, compresa una irruzione nella redazione del giornale Dziennik Bydgoski  alla testa di un reparto del 6° Reggimento ulani "della Grande Polonia". Durante il Colpo di Stato di maggio 1926, essendo una persona strettamente imparentata con il generale Żeligowski e sostenitore di Józef Piłsudski, fu arrestato.  Nel 1926 fu inviato in Francia, presso la prestigiosa Ecole Superieure de Guerre, per un corso per comandanti anziani, dopo di che riprese il suo incarico precedente. Dal 24 novembre 1934 al 16 febbraio 1938 dell'VIII Comando di area militare (DOK VIII) a Toruń e poi fino al 1 settembre 1939 comandò il IV Comando di area militare (DOK IV) a Łódź. Durante la Seconda Repubblica Polacca divenne colono militare nel distretto di Brzesko.
Nel 1939, a causa del possibile scoppio della guerra con il Terzo Reich, gli fu offerto di assumere il comando del previsto Gruppo operativo "Piotrków", che avrebbe dovuto operare in prima linea nell'Armata "Łódź", schiarato al confine con l'Armata "Kraków".
Allo scoppio dell'invasione della Polonia, il 1º settembre 1939, assunse il comando effettivo del Gruppo operativo "Piotrków", e le truppe al suo comando vennero subito impegnate in combattimento. Rinominato Gruppo operativo "Thommée" il 6 settembre, l'unità fu l'unica unità dell'Armata "Łódź" a non subire grandi perdite durante la ritirata dai confini. Dopo che il 7 settembre il generale Juliusz Rómmel lasciò il comando dell'Armata per recarsi nella Capitale, egli riuscì a riorganizzare le forze in ritirata e nel tentativo di dirigersi verso Varsavia, riuscì a combattere la battaglia di Cyrusowa Wola l'8 settembre, in cui sconfisse la 10. Infanterie-Division tedesca. Dopo la battaglia, le sue forze si spostarono verso la fortezza di Modlin, situata a nord della Capitale, alla confluenza dei fiumi Vistola e Narew, dove il 13 settembre egli assunse il comando dell'Armata "Modlin". La difesa copriva un'area di 85 chilometri, e oltre a Modlin furono difesi Nowy Dwór Mazowiecki, Pomiechówek, Zazdrowiem e alcuni villaggi. Assediate, le forze sotto il suo comando difesero l'area fino al 29 settembre quando, a causa della mancanza di rifornimenti, medicine, cibo e acqua, e vista la presenza di numerosi feriti, egli negoziò la capitolazione delle sue forze a condizione che tutti i soldati fossero trattati come prigionieri di guerra e fossero liberati.
Sebbene inizialmente i tedeschi onorassero il trattato, il 7 novembre 1939 egli fu arrestato dalla Gestapo insieme a gran parte del suo stato maggiore e fu inviato in Germania. Trascorse il resto della seconda guerra mondiale in vari campi di prigionia tedeschi. Inizialmente nell'Oflag IV-B Koenigstein e nello Stalag IB Hohenstein, fu poi trasferito nell'Oflag VIII-E Johannisbrunn e nel 1942 fu inviato nell'Oflagù VII-A Murnau, da dove intraprese numerosi tentativi di fuga prima di essere inviato nell'Oflag VI-B Dössel.
Liberato nel 1945, si trasferì dapprima in Francia, poi in Italia, e infine in Gran Bretagna, dove ad aprile si unì alle Forze armate polacche in Occidente ma rimase senza incarico in quanto la sua salute gli impedì di prestare servizio. A differenza della maggior parte dei suoi colleghi di guerra, nel gennaio 1947 tornò nella Repubblica Popolare di Polonia. Formalmente accettato nell'esercito popolare polacco, fu subito posto in quiescenza in quanto invalido di guerra, senza alcun tipo di pensione. Si trasferì dai suoceri di sua figlia a Toruń, poi visse in povertà a Danzica e Gdynia, lavorando a volte come custode. Fu solo con la morte di Bolesław Bierut e il disgelo politico del 1956, e per intercessione personale del maresciallo dell'Unione Sovietica Konstantin Konstantinovič Rokossovskij, che gli venne concessa una pensione e il suo vecchio appartamento nel quartiere Żoliborz a Varsavia.
Morì nella Capitale il 12 settembre 1962 e fu sepolto nel Viale al Merito nel Cimitero militare Powązki (sezione A 29-semicerchio I-11). Il 1° gennaio 1964 il presidente della Repubblica di Polonia in esilio August Zaleski, lo promosse postumo al grado di maggior generale.
A Varsavia, dal 1979, gli è stata intitolata una strada nell'attuale quartiere di Bemowo. In riconoscimento dei suoi servizi a Bydgoszcz, dal 1990 una delle strade della città porta il nome del generale. A lui e stata intitolata anche la strada dove si trova l'aeroporto della Masovia di Varsavia-Modlin, vicino alla fortezza di Modlin, di cui comandò la difesa nel settembre 1939.
Nel 2022, una targa commemorativa è stata svelata sull'edificio in Plac Inwalidów 4/6/8 a Varsavia, dove viveva.

### Annotazioni
1. ↑  Suo padre dovette cambiare spesso residenza a causa del coinvolgimento dei suoi parenti nella Insurrezione di gennaio e per le conseguenti vessazioni da parte delle autorità zariste.
2. ↑  Era un giovane ufficiale della 10ª Compagnia comandata da un polacco, il capitano Leon Berbecki.
3. ↑  Il totale disaccordo tra Rómmel e Thommée era di pubblico dominio. A causa di alcuni contrasti sulla natura delle operazioni belliche Thommée non voleva avere nessun contatto con Rómmel.

### Fonti
1. 1 2 3 4 5 6  Generals.
2. 1 2  Żołnierze.
3. 1 2 3 4 5 6  Bydgoszcz Wyborcza.
4. 1 2 3 4 5 6 7 8 9 10 11 12 13 14 15 16  Dzeje.
5. 1 2 3 4 5 6 7 8 9 10 11 12 13 14  Gazeta Powiatowa.
6. 1 2 3 4 5 6 7 8 9 10 11 12 13 14 15  Przystanek Historia.
7. ↑  Bielski 1991, p. 414.
8. ↑  Dz. Pers. MSWojsk., Nr 35 z 3 września 1921 roku, p. 1339
9. ↑  Białkowski 1994, pp. 229-230.
10. ↑  Kryska-Karski, Żurakowski 1991, p. 64.
11. ↑  Zoliborz Przeglad.
12. 1 2 3  (PL) gen. bryg. Wiktor Thommée, su dowodcy1939.wp.mil.pl, 26 aprile 2020 (archiviato dall'url originale il 3 settembre 2009).
13. ↑  Dziennik Personalny Ministerstwa Spraw Wojskowych nr 123 z 20 listopada 1925.